# 7 de març
El 7 de març és el seixanta-sisè dia de l'any del calendari gregorià, el seixanta-setè els anys de traspàs. Queden 299 dies per finalitzar l'any.

## Esdeveniments
Països Catalans
- 1523: Arriba a la ciutat de Palma un gran estol reial per reprimir la revolta dels agermanats Revolta de les Germanies.
- 1714 - Rastatt (Baden-Württemberg, Alemanya): Àustria i França van signar el Tractat de Rastatt que completava el Tractat d'Utrecht al final de la Guerra de Successió Espanyola. En aquest tractat, Àustria va obtenir les possessions espanyoles a Itàlia i els Països Baixos espanyols i França es va haver de retirar del marge dret del riu Rin. Aquest tractat, el primer redactat en francès, representa l'inici de l'ús d'aquesta llengua com a llengua franca de la diplomàcia.
- 1923 - Barcelonaː S'hi inaugura el Teatre Barcelona, a la Rambla de Catalunya, número 4.[1]
- 1978: Estrena mundial a Palma (Mallorca) de l'obra de gegants i capgrossos Mori el Merma, col·laboració entre el Teatre de la Claca i el pintor Joan Miró.[2]
- 2009: Manifestació Deu Mil a Brussel·les a Brussel·les de 10Mil en Xarxa per l'Autodeterminació.[3]

Resta del món
- 1775 - l'Índia: l'Imperi Britànic obté el control de Salsette i Vasai en el Tractat de Surat abans de la primera Guerra Maratha.
- 1876 - Boston, Massachusetts, EUA: Alexander Graham Bell patenta el telèfon.
- 1936 - Berlín, Tercer Reich: Adolf Hitler ordena ocupar les zones desmilitaritzades de la Renània.[4]
- 1938 - mar Mediterrània, Batalla del cap de Palos enfront del far de cap de Palos: l'almirall republicà Ubieta, enfront dels creuers Libertad i Méndez Núñez i cinc destructors, enfonsa el creuer Baleares del bàndol nacional, guerra Civil espanyola).[5]
- 1972 - Madrid, Espanya: la Conferència Episcopal espanyola elegeix com a president el cardenal Vicent Enrique i Tarancón.
- 1989 - Iran: aquest país trenca relacions diplomàtiques amb el Regne Unit a causa de la publicació de la novel·la "Versicles satànics", de Salman Rushdie.
- 1991: El Congrés dels Diputats espanyol aprova la creació de l'Institut Cervantes.
- 1996 - Ramallah, Cisjordània: s'hi constitueix el primer parlament palestí escollit democràticament.
- 2009: Llançament de la Missió Kepler, una missió de la NASA a la recerca d'exoplanetes.
- 2010: Kathryn Bigelow, primera guanyadora d'un Oscar a la millor direcció, per The hurt locker (2008).

## Naixements
Països Catalans

- 1610 - Barcelona: Miquel Parets i Alaver, assaonador i cronista català.
- 1879 - Barcelona: Joan Ventosa i Calvell, polític i economista català (m. 1959)[6]
- 1901 - Barcelona: Montserrat Campmany i Cortés, pianista i compositora catalana (m. 1995).[7]
- 1907 - Barcelona: Maria Teresa Vernet, novel·lista, poeta i traductora, la més sobresortint de la preguerra (m. 1974).[8]
- 1927 - Barcelona: Josep Maria Espinàs i Massip, escriptor, periodista i editor català (m. 2023).
- 1931 - Tortosa: Gerard Vergés i Príncep, farmacèutic, professor universitari, poeta i assagista català.
- 1938 - Reus: Sefa Ferré, pintora catalana.[9]
- 1960 - Barcelona: Mercè Lorente i Casafont, filòloga catalana, membre numerària de l'Institut d'Estudis Catalans.[10]
- 1971 - Barcelona: Toni Comín, polític català.[11]
- 1973 - Sencelles: Antònia Vallès Ramis, política mallorquina, ha estat diputada al Parlament de les Illes Balears.
- 1985 - Barcelona: Núria Ventura Mustienes, jugadora de corfbol catalana.[12]
- 1997 - Vilassar de Mar: Alba Farelo –Bad Gyal–, cantant, productora i compositora catalana de dancehall, reggaeton, trap i hip-hop.[13]
- 1989 - Igualada: Diana Gómez i Raich, actriu de cinema i televisió catalana.[14]

Resta del món
- 1687 - Auxerre: Jean Lebeuf, historiador, músic i erudit francès.
- 1850 - Hodonín, Moràvia: Tomáš Garrigue Masaryk fundador de la República de Txecoslovàquia.(m. 1937).[15]
- 1857 - Wells, Imperi Austrohongarès: Julius Wagner-Jauregg, neuròleg i psiquiatre, Premi Nobel de Medicina o Fisiologia de 1927 (m. 1940)[16]
- 1875 - Ziburu, França: Maurice Ravel, compositor francès (m. 1937).[17]
- 1887 - Durand, Wisconsin: Helen Parkhurst, pedagoga estatunidenca creadora d'un mètode d'ensenyament individualitzat (m.1973).[18]
- 1904 - Halle (Alemanya): Reinhard Heydrich va ser un SS-Obergruppenführer, cap de l'Oficina Principal de Seguretat del Reich (incloent la Gestapo, la SD i la Kripo), i Governador del Reich de Bohèmia i Moràvia (m. 1942).
- 1908 - Roma: Anna Magnani, actriu italiana (m. 1973).[19]
- 1917 - Brihuega, Guadalajara: Tomasa Cuevas, militant comunista espanyola; recollí el testimoni de les dones a les presons franquistes.[20]

- 1922 - Kologriv: Olga Ladíjenskaia, matemàtica russa coneguda pel seu treball sobre l'equació diferencial en derivades parcials (m. 2004).[21]
- 1936 - París, França: Georges Perec, escriptor francès (m. 1982).[22]
- 1938:
  - Nova York EUA: David Baltimore, microbiòleg estatunidenc, Premi Nobel de Medicina o Fisiologia de 1975[23]
  - Carcassona, Occitània: Albert Fert, físic francès, Premi Nobel de Física de 2007.[24]
- 1940 - Tallahassee, Florida: artista estatunidenca, dedicada a la instal·lacions, vídeo, performances... (m. 2019).[25]
- 1942 - Copenhaguen, Dinamarca: Erik Clausen, actor, guionista i director de cinema danès.
- 1943 - 
  - Oakland: Carolyn Carlson, coreògrafa de dansa contemporània d'origen finlandès.[26]
  - Madrid: Elisa Serna, cantautora espanyola de la dècada de 1970 (m. 2018).[27]
- 1945 - Schaan, Liechtenstein: Gerta Keller, paleontòloga.[28]
- 1951 - Crimea: Irina Iermakova, poeta i traductora russa.[29]
- 1959 - París: Marisol Touraine, política francesa, que ha estat diputada i ministra d'Afers socials i de Salut.[30]
- 1962: 
  - Nova York, Nova York, EUA: Taylor Dayne, cantant Estatunidenca.
  - Sevilla, Espanya: Gustau Muñoz, activista socialista i independentista català.
- 1964 - Los Angeles, Califòrnia: Bret Easton Ellis, escriptor nord-americà.
- 1970 - Londres, Anglaterra: Rachel Weisz, actriu i model britànica.[31]
- 1980 - Watchung, Nova Jersey, EUA: Laura Prepon, actriu estatunidenca.
- 1985:
  - Markham, Gal·les: Gerwyn Price, jugador de dards i rugbi gal·lès.
  - Redhill, Anglaterra: Charlotte Best, migfondista anglesa.
- 1989 - Esparraguera: Cristian Lobato, futbolista.

## Necrològiques
Països Catalans
- 1839 - Barcelona: Vicenç Cuyàs i Borés, compositor.
- 1880 - València: Vicent Boix i Ricarte, escriptor en català i en castellà i historiador valencià.
- 1943 - Sant Just Desvern: Daniel Cardona i Civit, polític independentista català
- 1955 - Barcelona: Lluís Carreras i Mas, clergue, escriptor, periodista català.
- 1962 - Madrid, Espanya: Juan Calvo Domenech, actor valencià.
- 1972 - París: Carme Ballester i Llasat, activista pels drets de les dones, republicana, d'esquerres, independentista i la segona esposa del president Lluís Companys (n. 1900).
- 1984 - Buenos Aires: Helena Cortesina, cupletista, actriu, directora de cinema i productora, pionera del cinema fet a Espanya (n. 1903).[32]
- 1991 - Sant Boi de Llobregat: Concepció Casanova i Danès, filòloga, poeta, mestra i traductora.[33]
- 1998 - Barcelona: Josep Escolà i Segalés futbolista i entrenador, conegut com a 'Escolà'.
- 2001 - Barcelona: Salvador Mel·lo i Nicola, ballarí i coreògraf de dansa catalana.[34]
- 2002 - Deià: Mati Klarwein, pintor.
- 2008 - Granollers, Vallès Oriental: Maria Josefa de Riba i Salas, tenista catalana.[35]

Resta del món
- 322 aC, Eubea, Grècia: Aristòtil, filòsof grec.
- 1274, monestir de Fossanova, Priverno, Campània, Estats Pontificis: Sant Tomàs d'Aquino, filòsof cristià.
- 1724, Ciutat del Vaticà, Estats Pontificis: Michelangelo dei Conti, papa que regnà amb el nom d'Innocenci XIII.
- 1842 - Huete: Eusebio de Bardaxí y de Azara, advocat, diplomàtic i polític aragonès (n. 1776).
- 1908, l'Havana, Cuba: Manuel Curros Enríquez, escriptor en gallec.
- 1913, Vancouver, Canadà: Pauline Johnson, també coneguda com a Tekahionwake escriptora iroquesa. Era filla del cabdill mohawk Teyonnhehkewea i d'una anglesa[36]
- 1931, Davos, cantó dels Grisons, Suïssa: Theo van Doesburg, pintor holandès.
- 1932, París, França: Aristide Briand, polític francès.[15]
- 1942, Chicago: Lucy Parsons, dirigent laboral anarquista nord-americana, una de les més influents del seu temps[37]
- 1954, Kiel, Alemanya: Otto Paul Hermann Diels, químic alemany, Premi Nobel de Química de l'any 1950[38]
- 1959, Tòquio, Japó: Ichirõ Hotoyama, polític japonès[15]
- 1967, París: Alice B. Toklas, escriptora estatunidenca, companya de Gertrude Stein[39]
- 1971, Londres, Stevie Smith, poeta i novel·lista britànica[40]
- 1975, Baltimore, Maryland: Belle Moore, nedadora escocesa que competí a començaments del segle xx (n.1894).[41]
- 1982, New Haven, Connecticut: Ida Barney, astrònoma americana, que enregistrà 150.000 estrelles[42]
- 1990, París, França: Claude Arrieu, compositora francesa (n. 1903).[43]
- 1997, Cambridge, Massachusetts, EUA: Edward Mills Purcell, enginyer i físic nord-americà, Premi Nobel de Física de 1952[44]
- 1999, Mansió Childwickbury, Hertfordshire, Anglaterra: Stanley Kubrick, guionista, productor i director de cinema estatunidenc[45]
- 2004, Port-au-Prince: Ricardo Ortega Fernández, periodista espanyol mort assassinat per l'exèrcit estatunidenc a Haití.
- 2017, Seattle, Washington, EUA: Hans Georg Dehmelt, físic estatunidenc d'origen alemany, Premi Nobel de Física de l'any 1989[46]

## Festes i commemoracions
- Santoral:
  - santes Perpètua i Felicitat, màrtirs;
  - sant Pau el Simple, eremita;
  - sants Basili, Eugeni, Agatodor, Elpidi, Eteri, Capitó i Efraïm del Quersonès, bisbes i màrtirs;
  - sant Ardó d'Aniana, abat;
  - venerable Maria Clotilde de França, reina.